# سیارک ۶۸۸۵
سیارک ۶۸۸۵ (به انگلیسی: 6885 Nitardy، نامگذاری:9570P-L) شش هزار و هشتصد و هشتاد و پنجمین سیارک کشف شده‌است که در ۱۷ اکتبر ۱۹۶۰ کشف شد.
قدر مطلق سیارک برابر ۱۴٫۴۰ است.